# 諸夏
諸夏，又稱諸華、華夏。是指中原諸侯國，和最初周朝同姓、姻親與受功的諸侯，後來廣義成為中原諸侯國的代稱，頻繁出現在春秋戰國的典籍中。

## 歷史
周人自稱為「有夏」或「時夏」，在春秋戰國時代，周朝諸候自稱為「諸夏」或「華夏」。在周之前，在春秋戰國文獻中，相傳另有一支稱為夏的氏族人群，建立夏朝，後為商人所滅。公羊家認為，孔子作《春秋》，為新王，重新調整三統。在《公羊傳》中，以魯為中國，魯之外的其他諸侯國為諸夏，諸夏之外為夷狄。毛詩也有類似見解。
在春秋時代，魏国被認為夏朝的故地，因此在戰國時代，魏國國君自稱夏王。1987年在寶雞太公廟發現秦國銅器，約秦景公時代所做，其中秦公鐘與秦公簋中，有「虩事蠻方」和「虩事蠻夏」銘文，專家譯為「以恐懼治理蠻(方)夏」。「蠻夏」一詞就是秦國周圍的屬邦。
《雲夢睡虎地秦簡》中，稱秦國屬邦為夏，離開屬國，稱為去夏。臣邦人與秦國女子結婚，所生子女，稱為夏子。張政烺認為，秦國認為自己為中國，其周圍臣屬小邦則稱為諸夏。
《左傳》以夏為中原諸邦。古文經學家說法亦近似。中國在漢朝之後，大體上採用古文經學家的說法。

《說文解字》中之「夏」字

中國學者許倬雲在2009年提出假說，意指曾生活在黃河中下游中原地区的古代族群，又名華夏部族，為日後漢民族之主體。許倬雲認為，「夏」的字形是「長面的人形，有雙手環握，雙足交疊。」，